# London House
Pour plus de détails, voir Fiche technique et Distribution.
London House (The Ones Below) est un thriller britannique écrit et réalisé par David Farr, sorti en 2015.

## Synopsis
À Londres, Kate et Justin, la trentaine,  attendent un heureux événement. Ils habitent un grand appartement dans une grande et belle maison bourgeoise. Quand Theresa et Jon, un autre couple aisé qui attend aussi un enfant, s'installent dans  un autre appartement de la maison, les deux couples se lient d'amitié. Kate est fascinée par Theresa mais quand celle-ci perd son enfant en tombant dans des escaliers, elle et son mari rejettent la faute sur Kate et son mari. Pourtant, après s'être réconcilié avec Kate, Theresa lui propose de l'aider de s'occuper de son bébé. À présent jeune maman, Kate s'inquiète de l'intrusion de Theresa dans sa vie familiale…

## Fiche technique
- Titre original : The Ones Below
- Titre français : London House
- Réalisation : David Farr
- Scénario : David Farr
- Décors : Francesca Balestra di Mottola
- Costumes : Sarah Blenkinsop
- Photographie : Ed Rutherford
- Montage : Chris Wyatt
- Musique : Adem Ilhan
- Production : Nikki Parrott
- Sociétés de production : Cuba Pictures et Tigerlily Films ; BBC Films (coproduction)
- Sociétés de distribution : Icon Film Distribution ; Septième Factory (France)
- Pays d'origine :  Royaume-Uni
- Langue originale : anglais
- Format : couleur
- Genre : thriller
- Durée : 87 minutes
- Dates de sortie :
  - Canada : 13 septembre 2015 (Festival international du film de Toronto)
  - Royaume-Uni : 14 octobre 2015 (Festival du film de Londres) ; 11 mars 2016 (sortie nationale)
  - France : 22 mars 2017

## Distribution
- Clémence Poésy (VF : elle-même) : Kate
- Stephen Campbell Moore (VF : Jérôme Rebbot) : Justin
- David Morrissey (VF : Vincent Violette) : Jon
- Laura Birn : Theresa
- Jonathan Harden : Mark
- Christos Lawton : Phil
- Sam Pamphilon : Tom
- Anna Madeley (VF : Fiona Chaudon) : Abi

## Production
David Farr, connu en tant que scénariste pour avoir coécrit Hannah (2011) et HHhH (2017), signe ici son premier long-métrage.